# International Film Music Critics Association

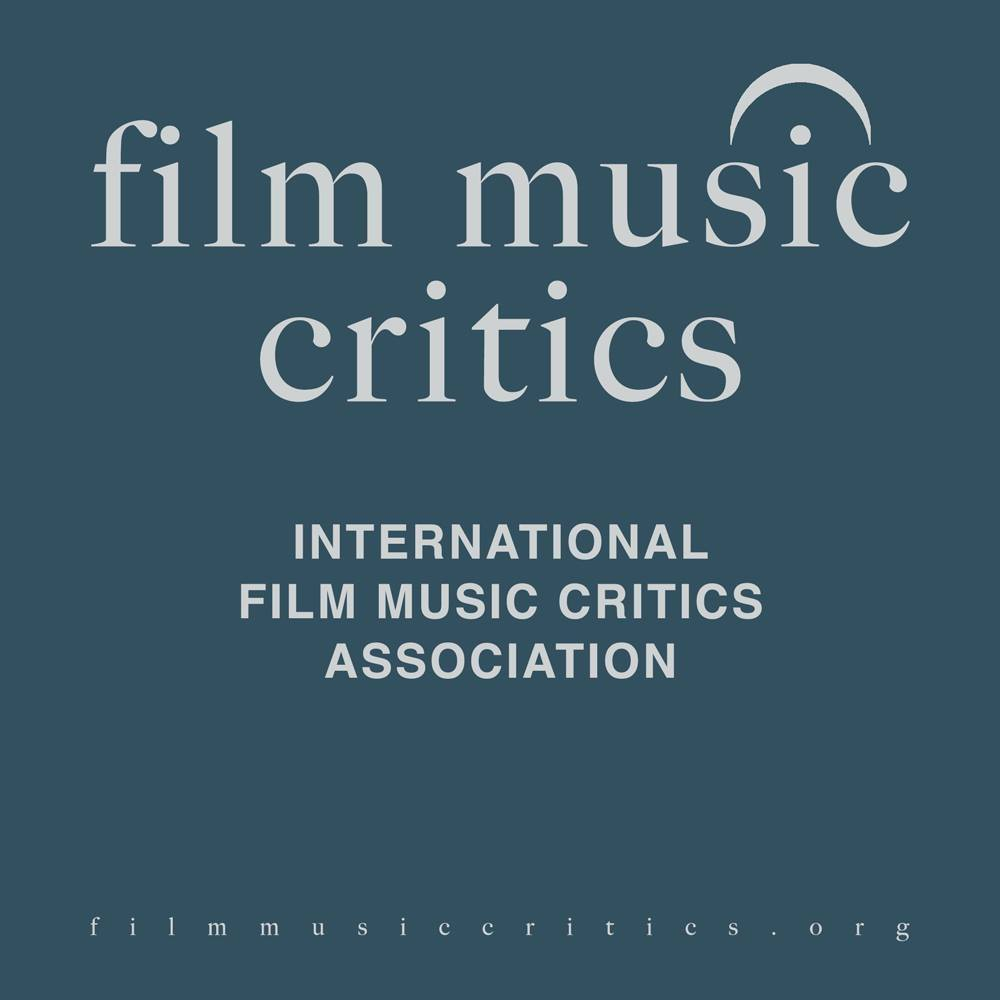
Esta imagem representa a logo do "international film musics critics associations" (IFMCA).

International Film Music Critics Association (IFMCA) é uma associação profissional fundada em 1990 e composta por 55 jornalistas de 16 países, especializada em crítica de música original para o filmes e televisão.
A associação organiza todos os anos em fevereiro, os International Film Music Critics Association Awards, apelidado de "Óscar da música."

## História
O IFMCA foi originalmente fundado na década de 1990 como o Film Music Critics Jury pelo jornalista música de cinema Mikael Carlsson (agora o dono da gravadora de música filme MovieScore de Mídia), e depois de período de inatividade foi re-lançado em 2003 sob o seu novo título.
A sua composição inclui 55 jornalistas de 16 países diferentes que escrevem para filmes de alto perfil. O objetivo do grupo é promover a música do filme original e o trabalho de compositores de música de filme como artistas legítimos dignos de reconhecimento do filme e música, e para divulgar o trabalho dos seus membros na prossecução deste objetivo. Para este fim, o grupo mantém um site documentando suas atividades; opera uma interface on-line comentário central que fornece links para artigos, resenhas e entrevistas escritos por seus membros; organiza um evento anual de premiação, os prémios IFMCA, celebrando música ou trilha sonora de filmes escritos durante o ano anterior; e está envolvido na organização de grandes festivais de música de cinema internacionais, como em Tenerife, Úbeda na Espanha, Cracóvia na Polónia, e a World Awards em Ghent, Bélgica.
1. ↑  «Cópia arquivada». Consultado em 14 de fevereiro de 2016. Arquivado do original em 11 de julho de 2011
2. ↑  http://festival.bsospirit.com/en/index.php
3. ↑  http://www.fmp.org.pl/